# Bludný balvan Oskara Michalika
Bludný balvan Oskara Michalika, polsky Głaz narzutowy Oskara Michalika, je bludný (eratický) balvan, který se nachází v lesích u města Rybnik v okrese Rybnik (powiat Rybnicki) ve Slezském vojvodství (województwo Śląskie) v Polsku.

## Galerie

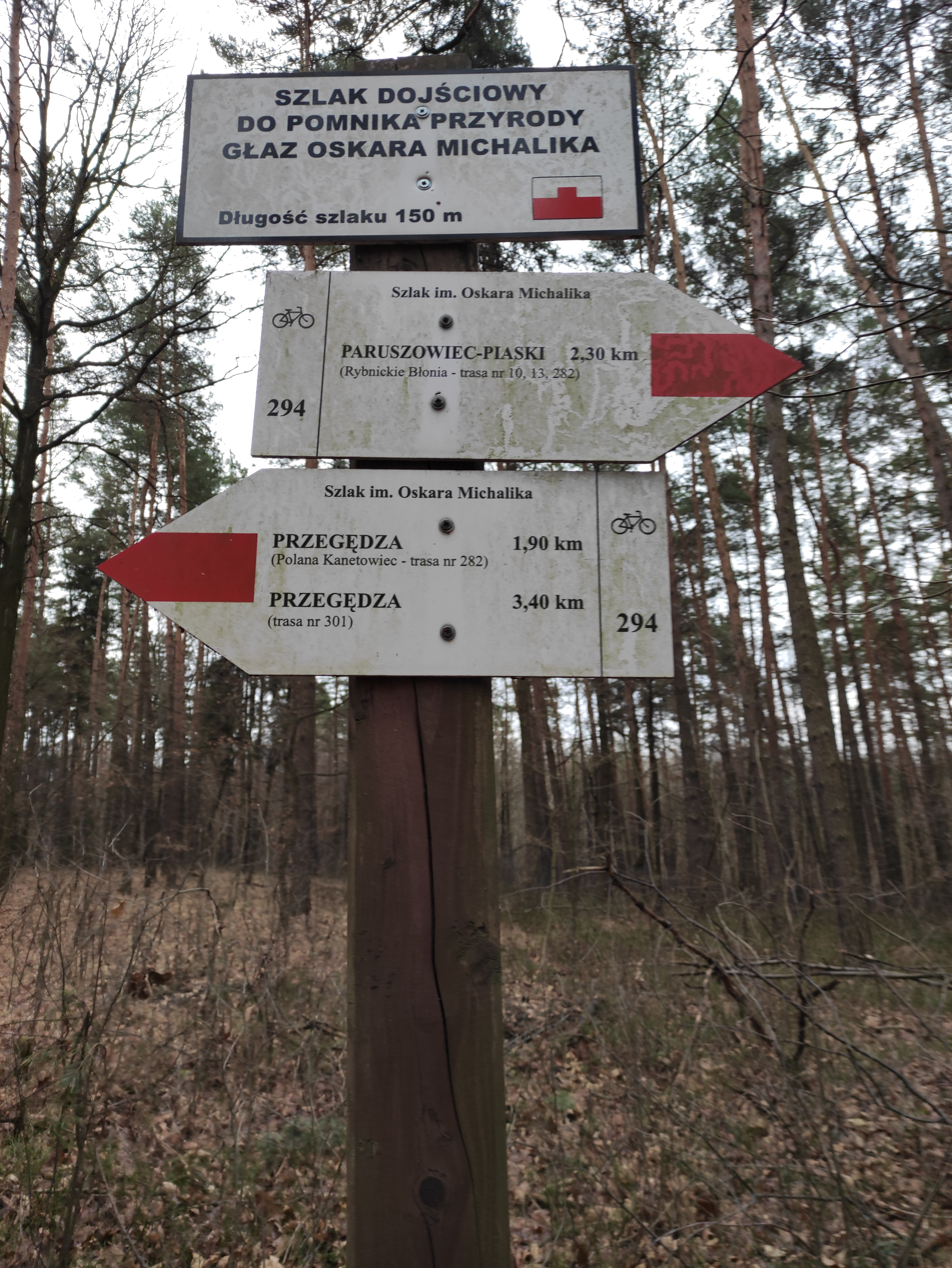
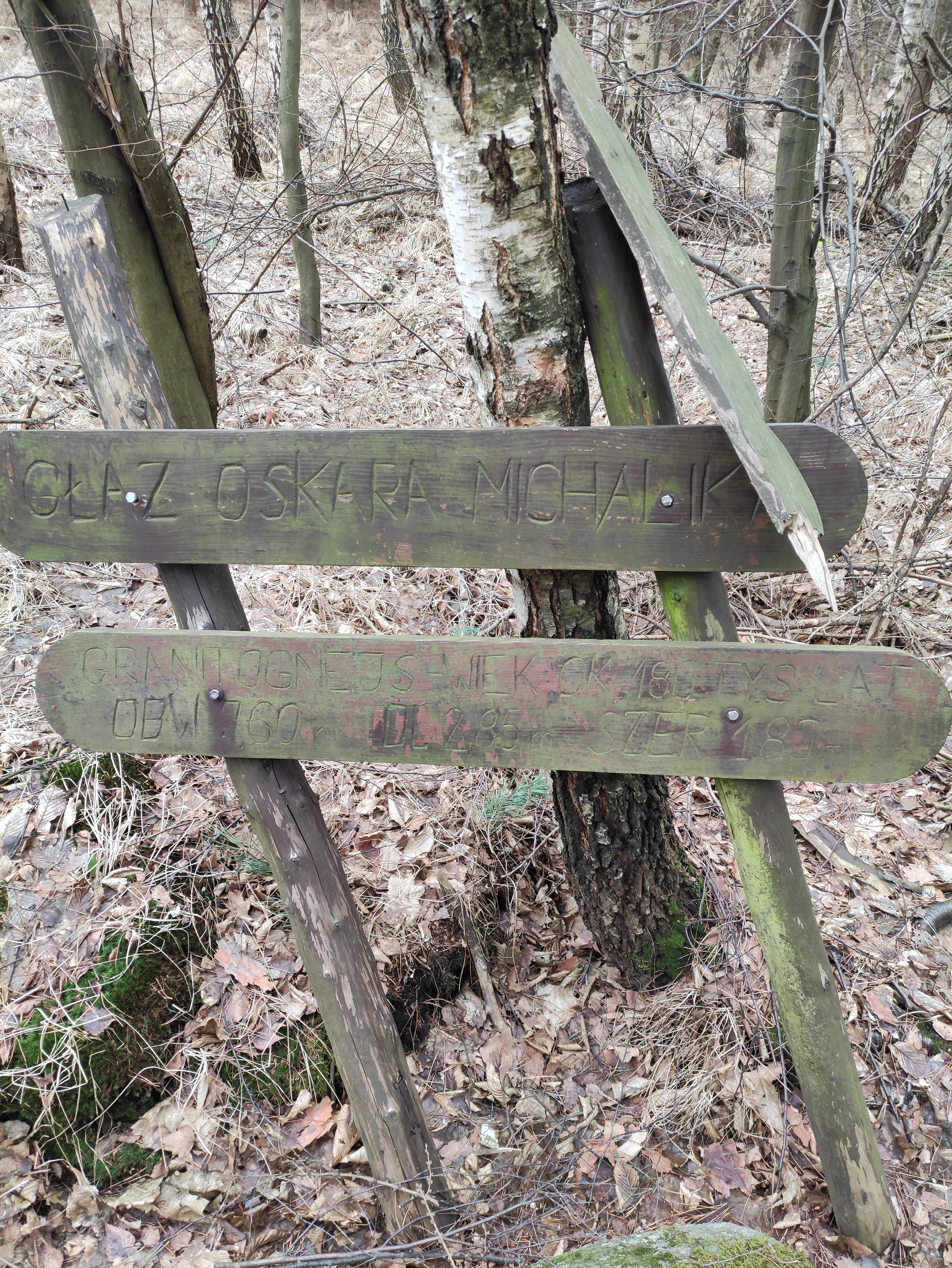
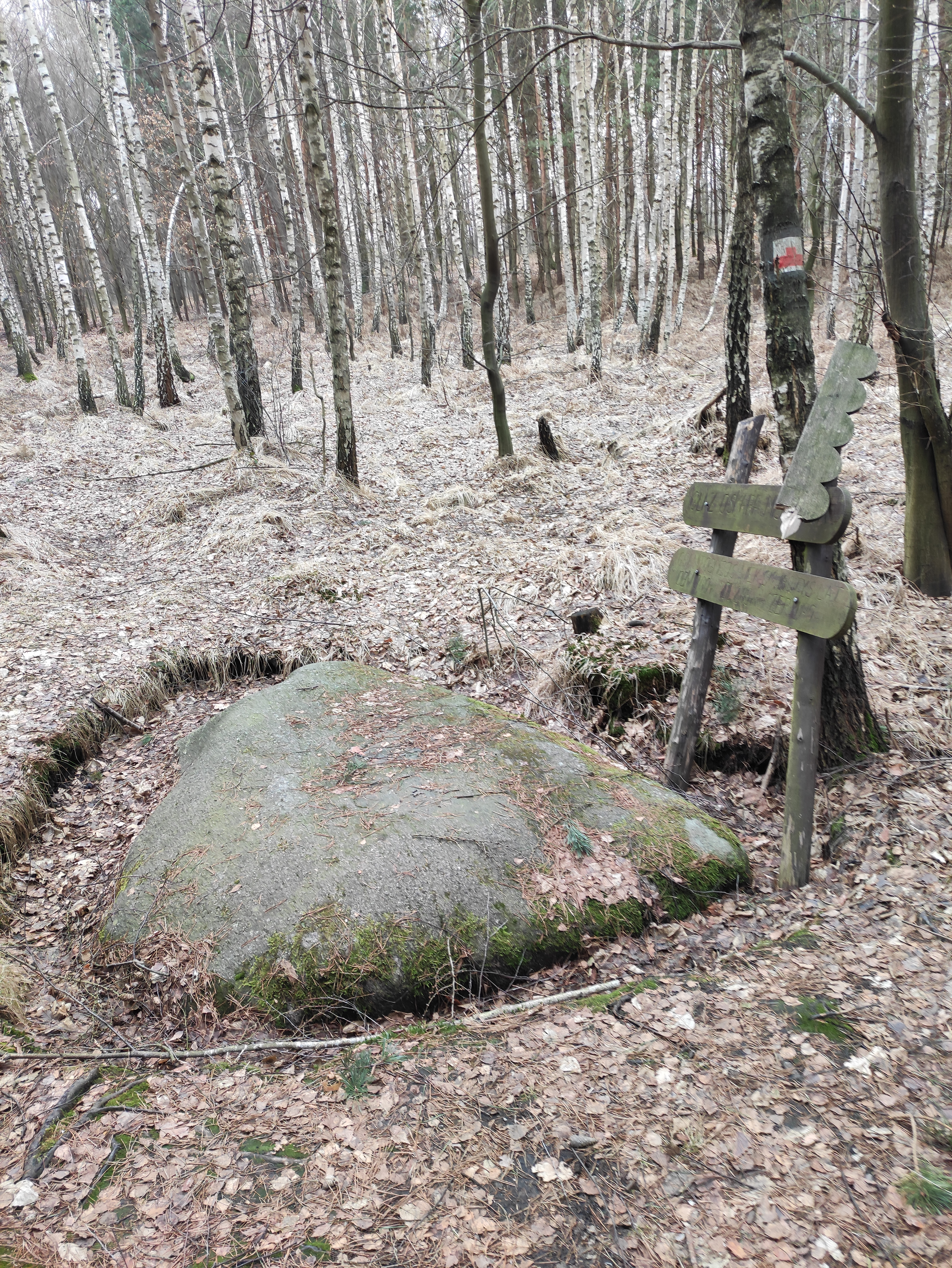
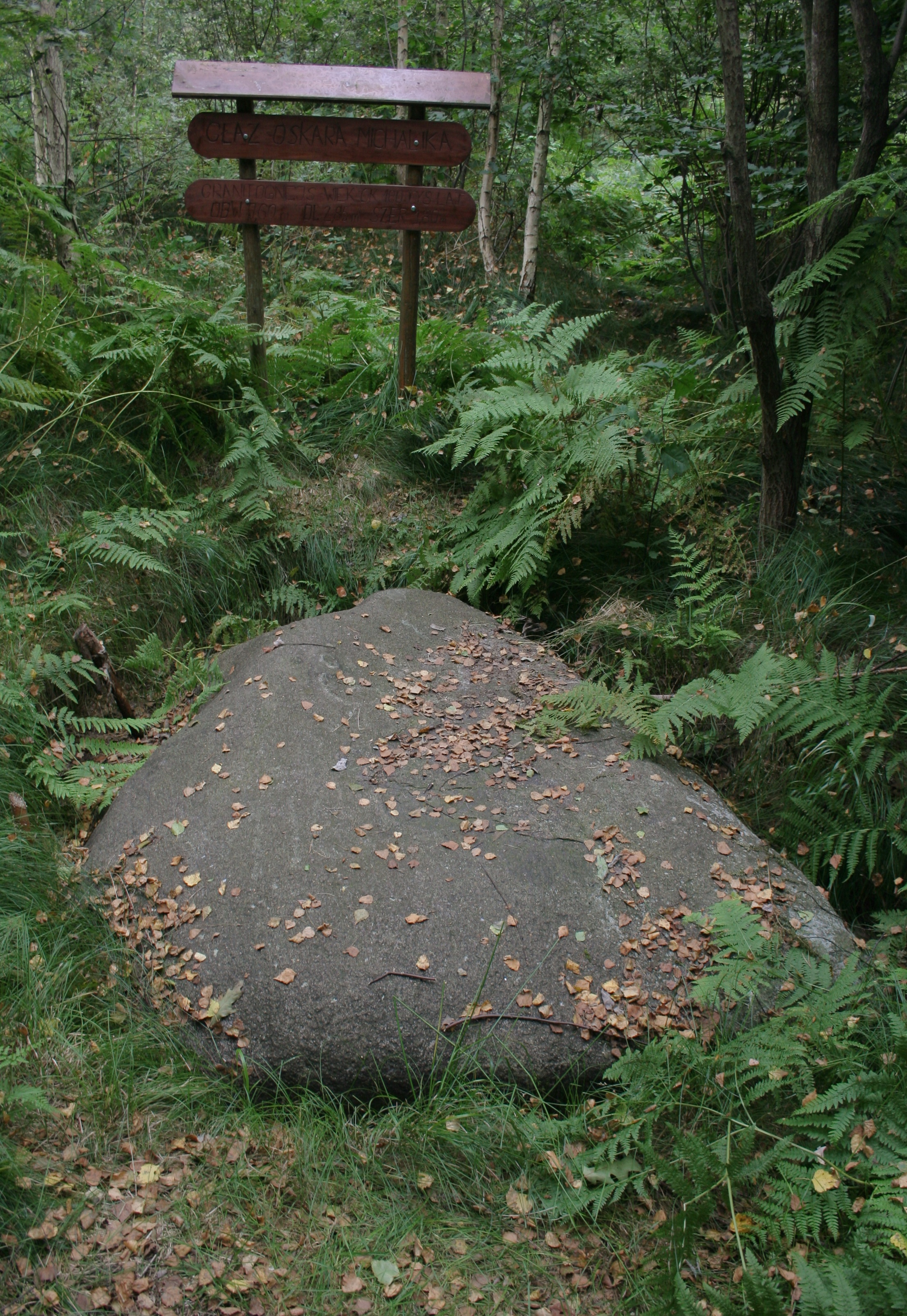

## Geologie a historie
Bludný balvan Oskara Michalika byl v době ledové přírodním procesem dopraven na místo ledovcem z Fennoskandinávie. Je to největší doposud nalezený bludný balvan v okrese Rybnik. Jeho charakteristické rozměry jsou obvod 7,6 m, délka 2,85 m, šířka 1,80 m. Název připomíná jeho objevitele, kterým byl polský přírodovědec Oskar Michalik (1917–1996). Od roku 1998 je chráněn jako přírodní památka.

## Další informace
Bludný balvan Oskara Michalika se nachází na cyklotrase Szlak im. Oskara Michalika, případně na krátké odbočce turistické trasy Szlak Stulecia Turystyki, a je celoročně volně přístupný.